# 小屯镇 (辽阳市)
小屯镇，是中华人民共和国辽宁省辽阳市文圣区下辖的一个乡镇级行政单位。

## 行政区划
小屯镇下辖以下地区：
千山社区、小屯社区、水峪村、小屯村、英守村、上平洲村、钓水楼村、北雪梅村、双庙子村、上麦村、下麦村、高城子村、下平洲村和刚官屯村。